# Kostel svatého Václava (Nusle)
Kostel svatého Václava v Nuslích je římskokatolický farní kostel. Neoklasicistní kostelík byl postaven v roce povýšení Nuslí císařem Františkem Josefem I. na královské město (1898) jako součást školního areálu ve Svatoslavově ulici v Nuslích. Nachází se na nároží ulic Vladimírova a Pod Vilami 333/1 čelem do přilehlého parčíku v městské části Praha 4-Nusle.

## Historie
Původně neoklasicistní kaple sv. Václava byla povýšena na farní kostel roku 1903, poté, co bylo samostatné město Nusle vyňato z farní příslušnosti k Michli. Vznikla zde vlastní farnost a kostel sv. Václava se stal farním. Do té doby byla kaple součástí I. nuselské měšťanské školy chlapecké a dívčí v těsné blízkosti (v nuselské Svatoslavově ulici).
O vánočních svátcích roku 1919 v kostele sv. Václava v Nuslích nuselští římsko-katoličtí katecheté začali slavit bohoslužby v českém jazyce, ještě před vyhlášením Církve československé (8. ledna 1920). Kostel byl poté útočištěm této církve pro bohoslužby spolu s římskokatolickou církví a 28. září 1923 - na svátek sv. Václava - byla stále ještě v kostele sv. Václava poprvé sloužena bohoslužba podle její nové úpravy patriarchy dr. Karla Farského (tzv. Liturgie dr. Karla Farského). Potom si nová církev našla (zbudovala) v Nuslích nové prostory.
Po požáru v roce 1962 prošly interiéry kostela v letech 1967–1968 celkovou úpravou; autorem návrhu, který více respektoval liturgická usnesení druhého vatikánského koncilu byl architekt Jaroslav Čermák (plastika sv. Václava v červené barvě nad kněžištěm). Po roce 1989 byl interiér kostela znovu upraven a kostel získal nové zvony.
V roce 1997 byl na věž kostela zavěšen nový zvon "Sv. Václav" z dílny Rudolfa Pernera v Pasově.
Zvláštností kostela je pozoruhodná výmalba světoznámého českého malíře Jana Kristoforiho znázorňující také Kristovu smrt na kříži o patnácté hodině odpolední v oblacích (1998). Od téhož mistra pochází i 14 zastavení křížové cesty (2000), která zdobí hlavní loď chrámu (moderní obrazy 1 až 7 na epištolní straně, 8 až 14 na evangelní straně chrámového prostoru). Mezi léty 1962 a 2000 nahrazovala původní křížovou cestu, nevratně poničenou žhářem, pseudogotická "cesta" zapůjčená z filiálního kostela svatého Pankráce. Interiér nuselského kostela svatého Václava byl restaurován v roce 1998 díky Magistrátu hl.města Prahy.
Za pozornost stojí také varhany z přelomu 19. a 20. století, které velmi utrpěly při požáru chrámu v roce 1962 a byly nákladem farníků restaurovány firmou "Igra". Tehdejší náhradní nová skříň však nevyhovovala moderním požadavkům a proto byly v roce 1999 na kůru přemístěny a opět restaurovány (rekonstruovány).
V kostele působili např. Mons. Alois Tylínek, P. Benedikt Hudema a P. Zbigniew Krzysztof Ponichtera nebo po první světové válce katecheta A. B. Bíca. Páter Alois Tylínek, papežský komoří a osobní arciděkan, vězeň koncentračních táborů v Terezíně a Dachau, náměstek primátorů Karla Baxy a Petra Zenkla, oslavil také v chrámu sv. Václava, za velkého zájmu nuselských občanů, slavnostní mší a „slyšením“ v červenci 1957 padesáté výročí svého vysvěcení na kněze.  Tehdy byla nuselská farnost součástí II. pražského vikariátu (jeho sídlem) od roku 1990 patří do III. pražského vikariátu.
Od roku 2020 se udílení svátosti biřmování v chrámu sv. Václava účastnil pan biskup Václav Malý.
V památnou neděli 28. května 2023 vedl slavnost biřmování v nuselském kostele sv. Václava apoštolský nuncius v ČR arcibiskup Jude Thaddeus Okolo.

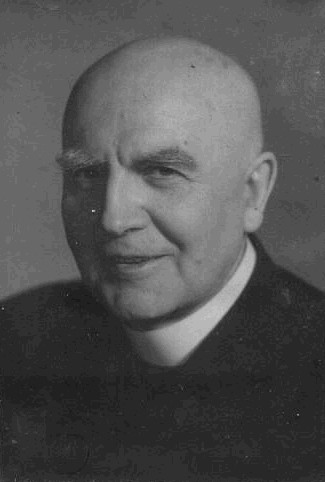
Mons. Alois Tylínek
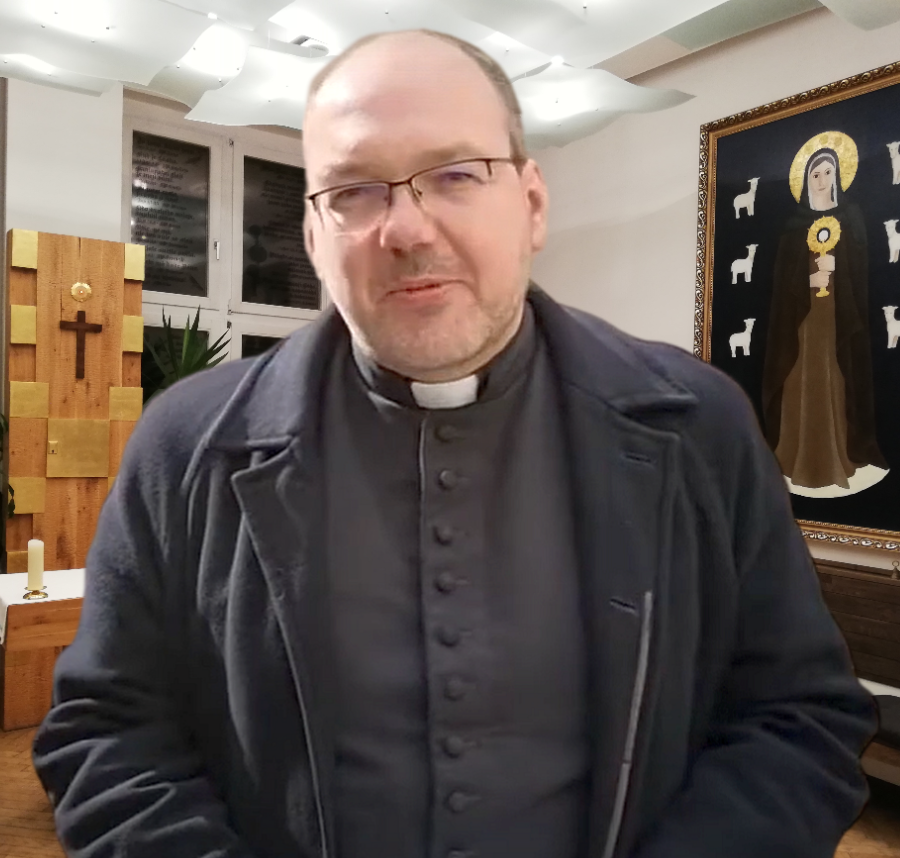
P. Benedikt Hudema

## Současnost

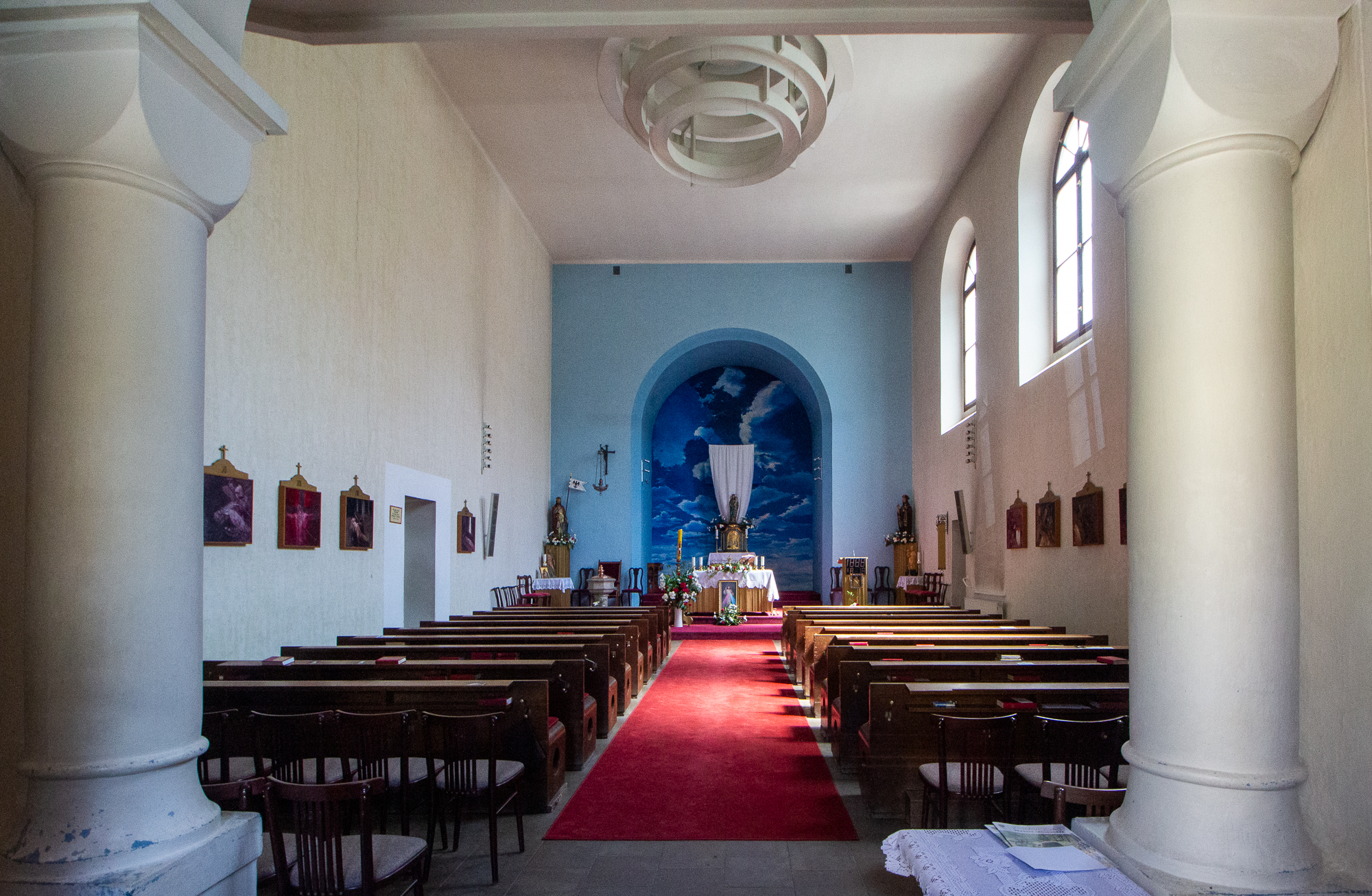
Interiér kostela

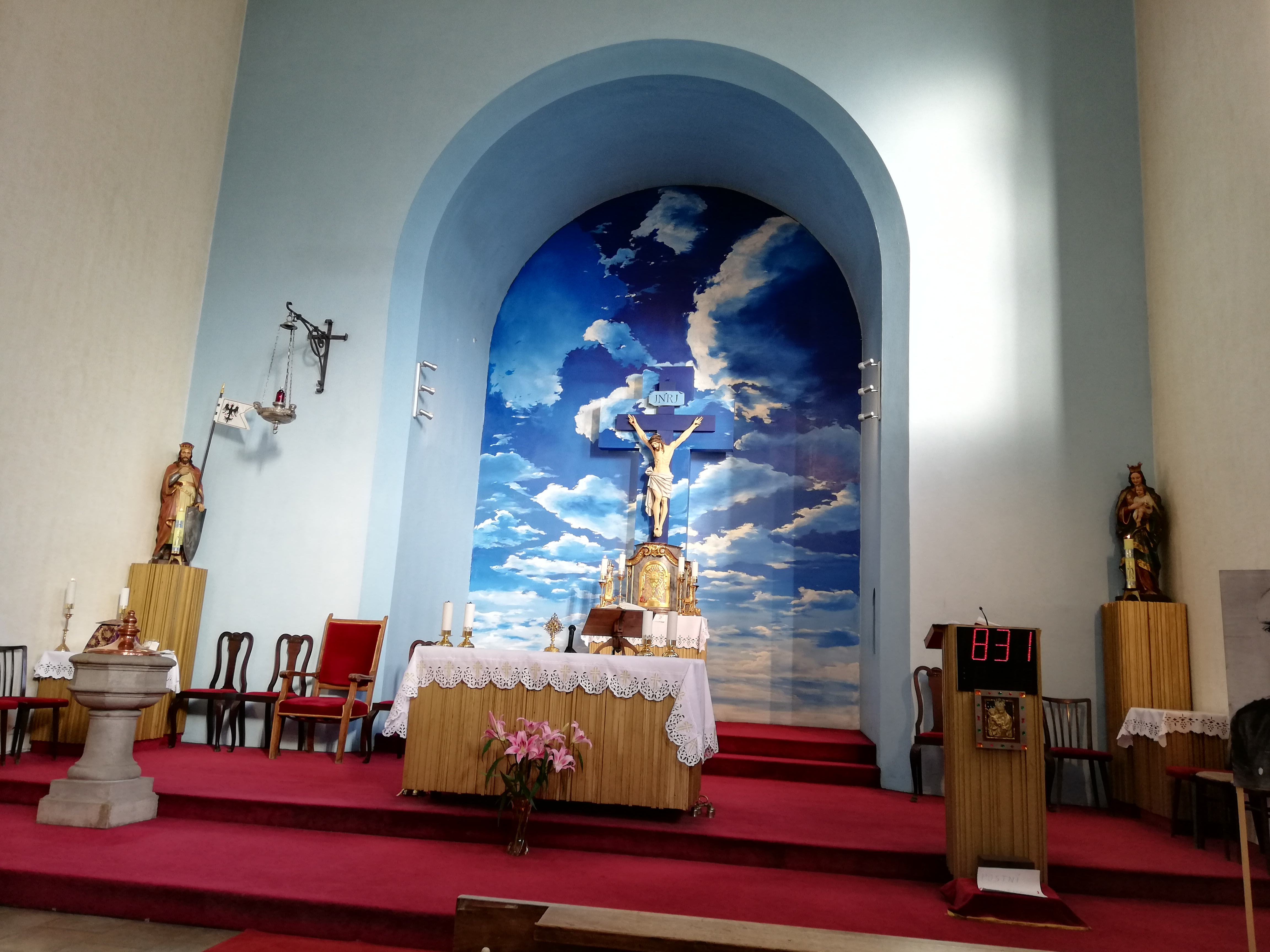
Interiér kostela, pohled na oltář

Kostel je pravidelně využíván, správcem farnosti je P. Piotr Henryk Adamczyk. Při kostele svatého Václava působí farní klub v přístavku vpravo od hlavního vchodu do chrámu (případně na faře v blízké Svatoslavově ulici v Nuslích). V průběhu liturgického roku probíhají v kostele mše včetně vigílií, adventních rorátů a další akce (křty, biřmování, noc kostelů, poutě i mimo kostel). 
Významné velikonoční období doplńují mše se svěcením ratolestí, křížové cesty, velkopáteční obřady, mše se svěcením ohně, jak u sv. Václava, tak i u sv. Pankráce.
Významný Svátek Nanebevstoupení Páně (v řadě zemí, např. Německo, den volna) byl v souladu  s novým papežem Lvem XIV. přesunut ze čtvrtka 29. 5. také na neděli 1. června 2025 jako den rodin a seniorů, evokující následné Svatodušní svátky. Podobně následné Svatodušní pondělí, spojené s konzumací vajíček a jízdou králů (9. června 2025, u našich sousedů dnem volna).
Slavnost "Těla a Krve Páně" se v roce 2025 konala ve čtvrtek po Nejsvětější Trojici 19. června. Primas český arcibiskup pražský Jan Graubner ji slavil mší v katedrále sv. Víta, Václava a Vojtěcha včetně eucharistického průvodu se čtyřmi zastaveními vně kostela na Pražském hradě. Papež Lev XIV. využil přesunu slavnosti na neděli 22. 6. 2025 s tradičním eucharistickým průvodem Božího Těla mezi Lateránskou bazilikou a chrámem Panny Marie Sněžné v Římě.
Prostor kněžiště zdobí původní kamenná křtitelnice a od roku 2000 polychromované sochy svatého Václava s praporcem a Panny Marie s Ježíškem. Monochromatická socha Matky Boží se též nachází od roku 2023 na levé straně za hlavním vchodem do kostela. Zpovědní místnost u sv. Václava se nachází na straně epištolní, za vchodem do sakristie. 
Proti západnímu průčelí chrámu je od roku 1925 bezejmenný trojúhelníkový parčík mezi ulicemi Pod Vilami a Svatoslavova, sloužící k odpočinku. V prostoru je od roku 2023 rovněž nová lavička s "knihobudkou". Na parčík ze západu navazují Jiráskovy sady na Náměstí Generála Kutlvašra u Nuselské radnice. Tam měl být, podle projektu, který zpracoval Jaroslav Čermák v roce 1947, uprostřed parku u Nuselské radnice, postaven nový děkanský katolický kostel Panny Marie Lasalettské. Po roce 1948 již nemohl být projekt realizován a vybrané prostředky na stavbu byly předány Nuselské farnosti u sv. Václava. V nuselské ulici Pod Vilami, proti parčíku právě nad chrámem sv. Václava, postavil v roce 1926 pro svou ženu Marii postupně dvě čtyřpodlažní činžovní vily v japonském stylu prasynovec herce Vlasty Buriana architekt Otakar Burian (Nusle čp. 696 a Nusle čp. 747 dokončenou 1927), jež byly základem vilové části Nuslí, vedoucí k ulici Nad Nuslemi a parku Na Jezerce. 
Nejbližšími stanicemi MHD jsou „Nuselská radnice“ (autobus 193, tram. 18 a 19) na Táborské a „Horky“ (tram. 11 a 14) na Nuselské třídě.
Filiálním kostelem nuselské farnosti je kostel sv. Pankráce v ulici Na Pankráci, kde jsou rovněž pravidelné bohoslužby.